# Toronto-Dominion Bank
 «Торонто-Домініон Банк» або «ТД» (англ. Toronto-Dominion Bank, фр. Banque Toronto-Dominion) — другий із найбільших операторів ринку роздрібних банківських послуг Канади. У році 2009 банк обслуговував 19 млн рахунків фізичних осіб у світі; в Канаді — 11 млн рахунків, і в США — 6,5 млн, (включає близько 1 100 філій і відділень на всій території Канади і 1 250 філій і відділень в США).
«Форбс 2000», яких визначає рейтинг найбільших компаній у світі в році 2008 поставив компанії Toronto-Dominion на 86 позицію.
Відділи «ТД» включають:
- «ТД Амерітрейд» "TD Ameritrade" — відділ інтернет знижка брокерство і менеджменту багатства в США.
- «ТД Менеджменту Багатства» "TD Asset Management" — відділ всесвітній менеджменту багатства.
- «ТД Н.А.» "TD Bank, N.A." — Відділ домашніх банків в США.
- «ТД Канада» "TD Canada Trust" — Відділ домашних банків в Канади.
- «ТД Комерційний Банк» "TD Commercial Banking" — Всесвітній Комерційний Банк
- «ТД Страхування» "TD Insurance"
- «ТД Цінні Папери» "TD Securities" — Всесвітній оптовий банк
- «ТД Ватергос» "TD Waterhouse" — відділ менеджмент багатства інвестиційний банк.
- «Симкор Трансакшон» "Symcor Transaction" - транзакція процес аутсорсинг

## Хронологія
- 1856 - "Bank of Toronto" «Торонтський Банк» засновано в місті Торонто.
- 1869 - "Dominion Bank" «Домініонський Банк» засновано в місті Торонто.
- 1955 - "Торонтський Банк" зливався з "Домініонський Банк". Нова назва - «Торонто-Домініонський Банк» "Toronto Dominion Bank"
- 1992 - Зливався з «Централь-Гаренті Трост» "Central Guaranty Trust"
- 1996 - Зливався з «Вотергос-Інвестор Служби» "Waterhouse Investor Services"
- 2000 - Зливався з «Нью Крест Капіталь» "Newcrest Capital"
- 2000 - Зливався з «Канада Трост» "Canada Trust"
- 2002 - Зливався з «Стафорд Трайдінг і Летко Трайдінг» "Stafford Trading and Letco Trading"
- 2003 - Зливався з «Лорентіан Банк» "Laurentian Bank"
- 2005 - Зливався з «Банкнорт Північна Америка» "Banknorth NA"
- 2007 - Зливався з «Банкнорт Північна Америка» "Commerce Bancorp"
- 2010 - Зливався з «Риверсайд Народний Банк - Форт Пірс, Флорида» "Riverside National Bank of Fort Pierce, Florida"
- 2010 Зливався з «Південний Финансіаль Груп» "The South Financial Group Inc."
- 2010 Зливався з «Крайслер Финансіаль» "Chrysler Financial"

## Галерея

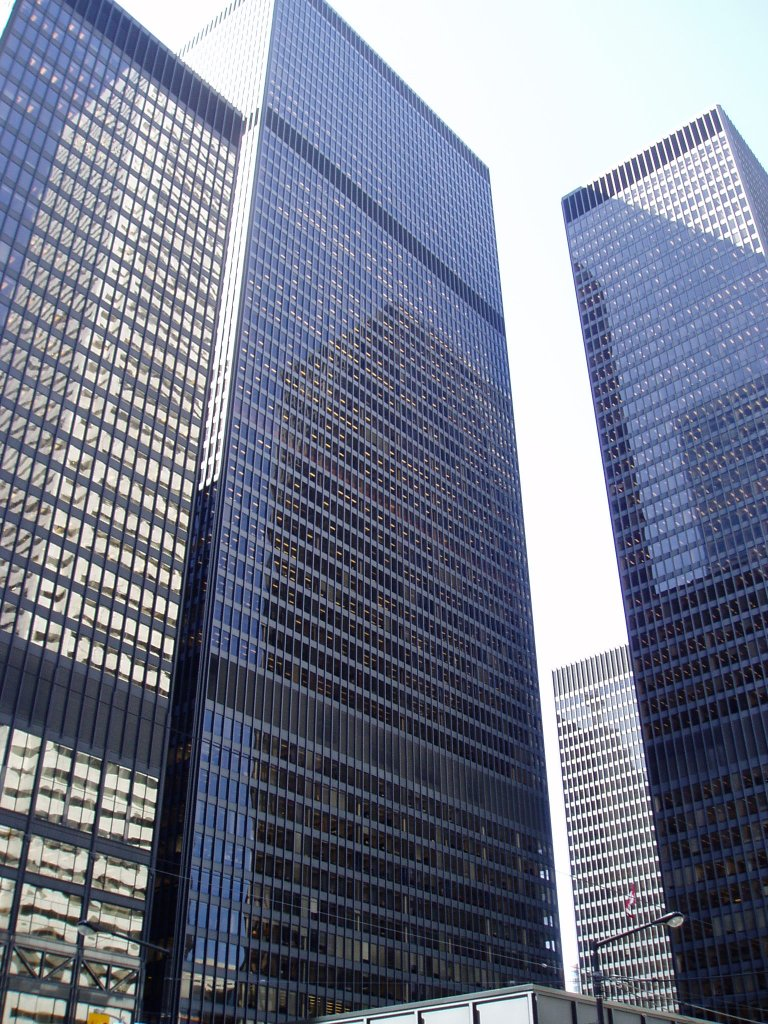
Торонто-Домініон Центр, Торонто, Канада
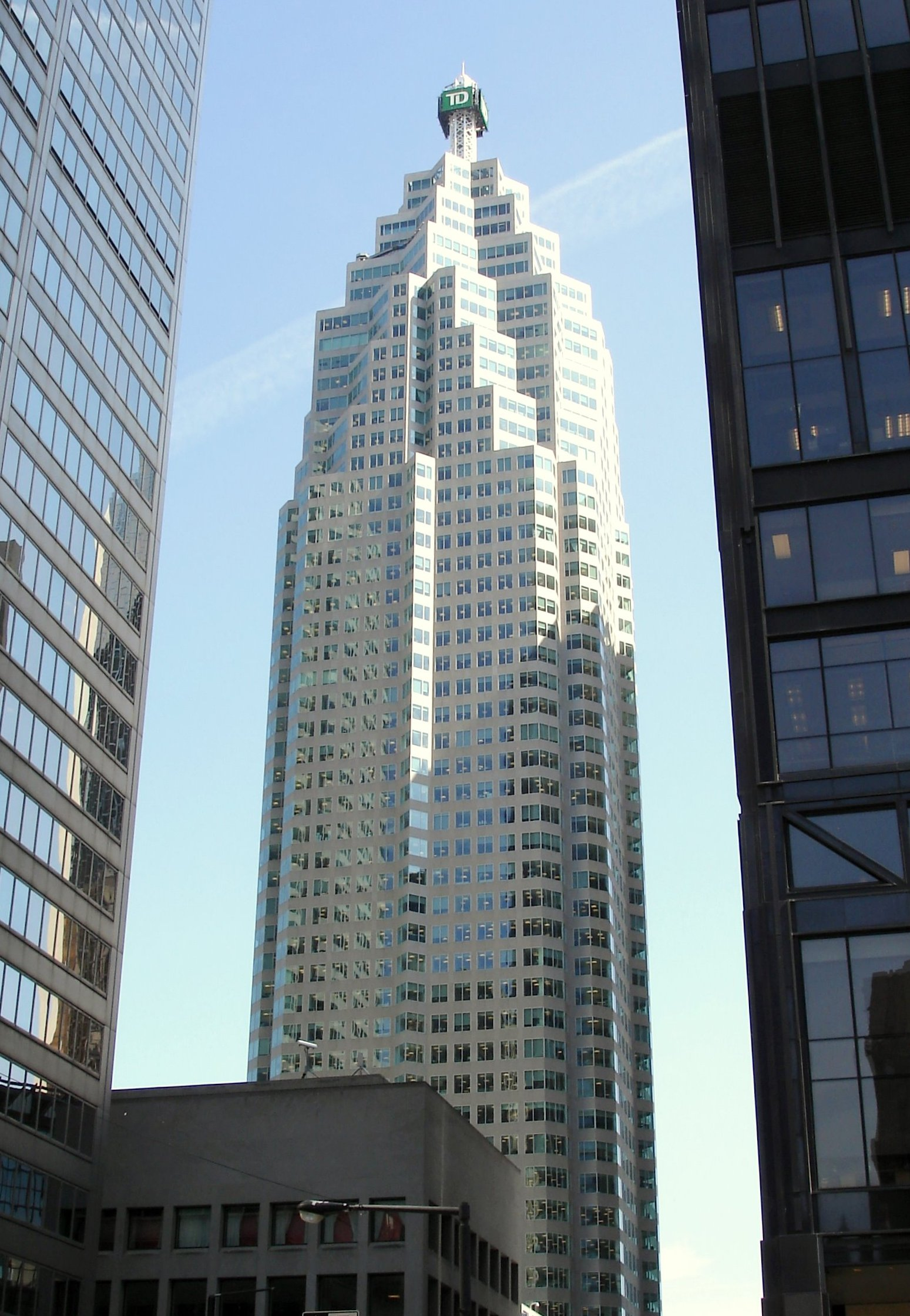
Вежа ТД Канада Трост